# Stazione di Montecalvo-Buonalbergo-Casalbore
Stazione di Prata-Pratola vasútállomás Olaszországban, Montecalvo Irpino településen.

## Vasútvonalak
Az állomást az alábbi vasútvonalak érintik:
- Nápoly–Foggia-vasútvonal

## Kapcsolódó állomások
A vasútállomáshoz az alábbi állomások vannak a legközelebb:
- Corsano railway station (Stazione di Napoli Centrale)
- Castelfranco in Miscano railway station (Stazione di Foggia)